# Kostel svatého Martina (Mlékojedy)
Kostel svatého Martina v Mlékojedech je sakrální stavba stojící na vyvýšené terase malého bývalého hřbitova, na obdélné návsi v centru obce. Náhrobky z bývalého hřbitova se zčásti dochovaly a jsou položeny severně od něj. Hřbitov je obtočen litinovým plotem gotisujících tvarů z roku 1885. Duchovní správou kostel náleží do litoměřického děkanství u Všech svatých. Od roku 1964 je kostel chráněn jako kulturní památka.

## Historie

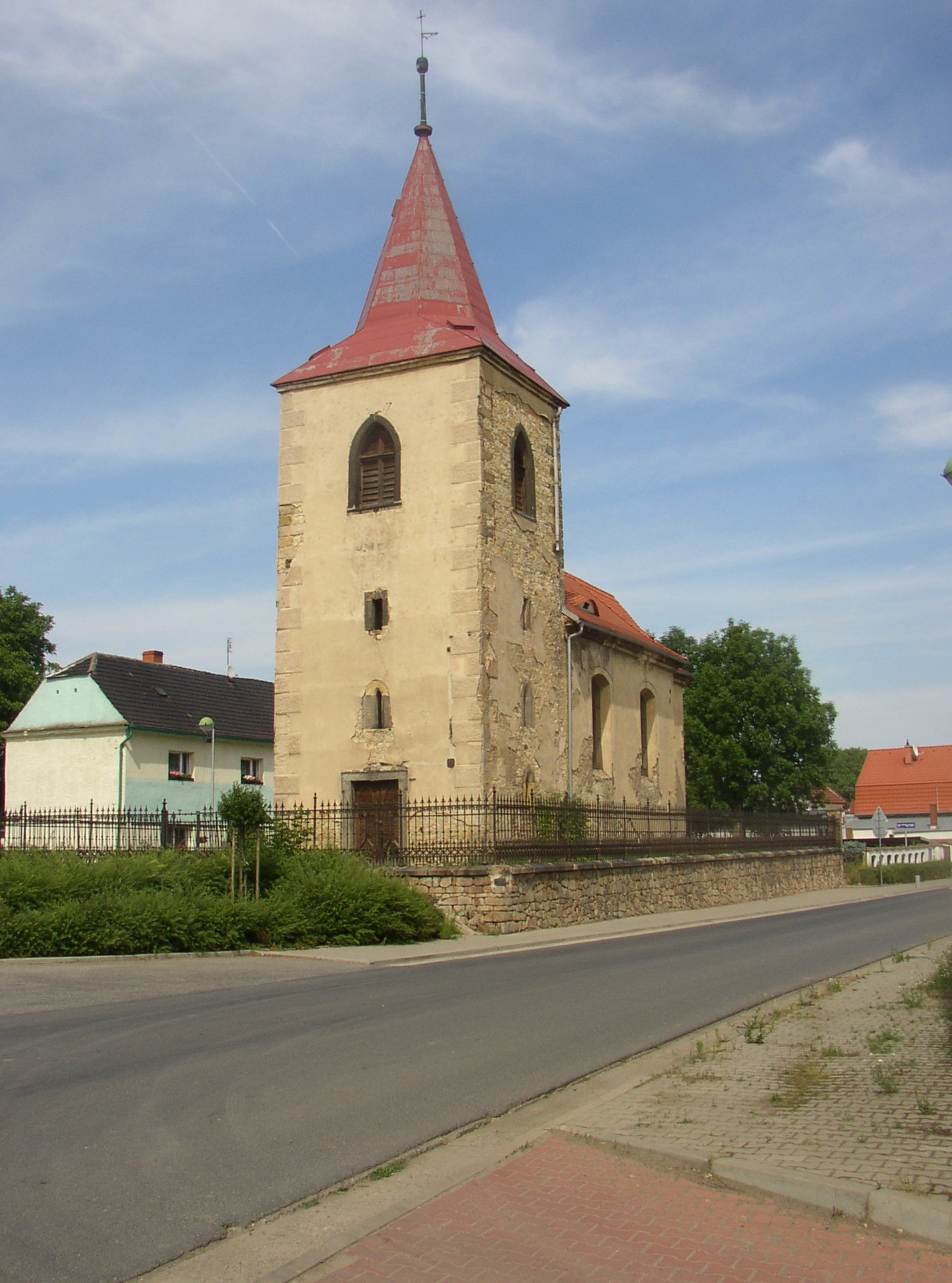
Mlékojedský kostel v r. 2008

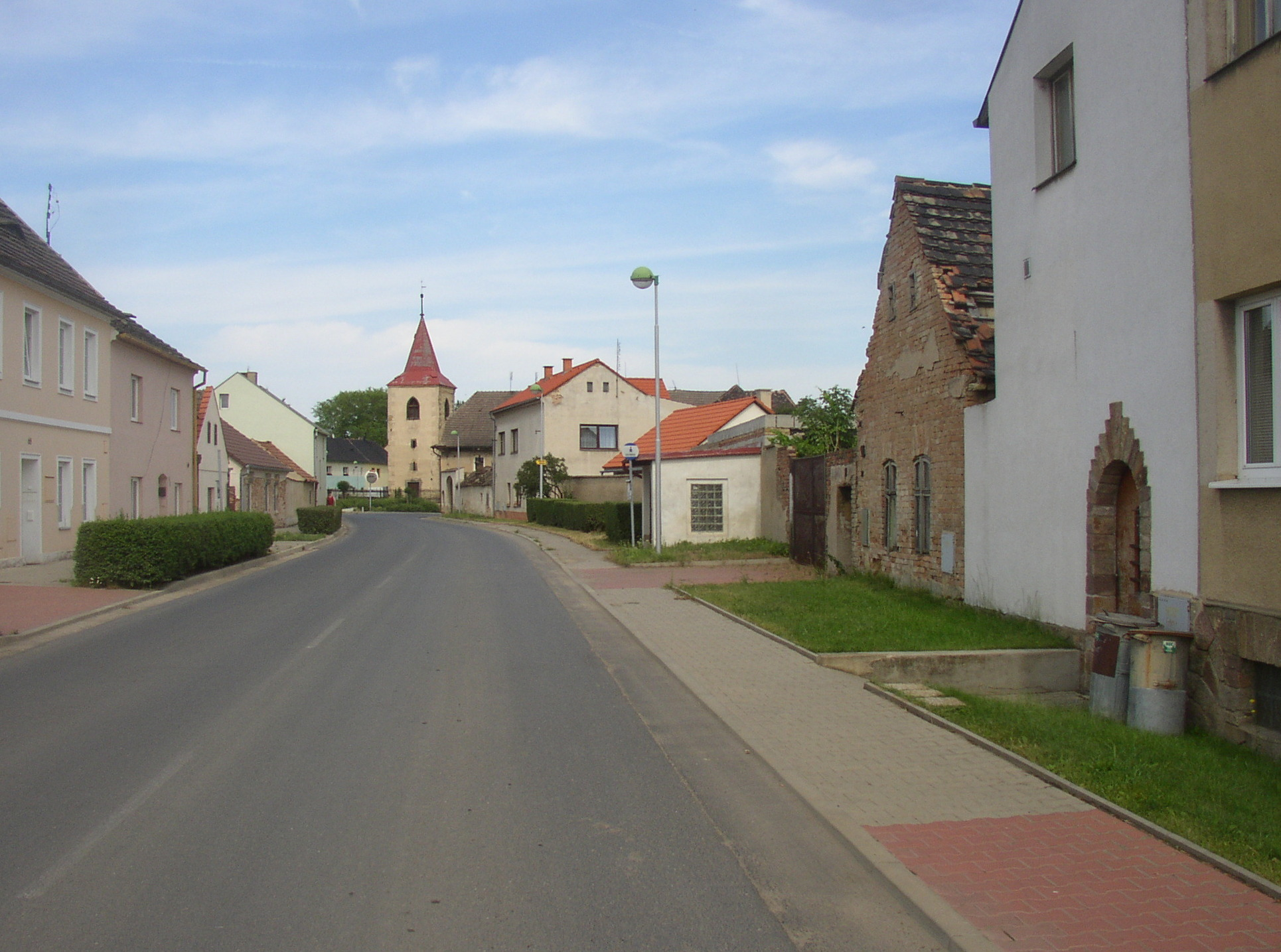
Pohled z hlavní silnice na mlékojedský kostel sv. Martina

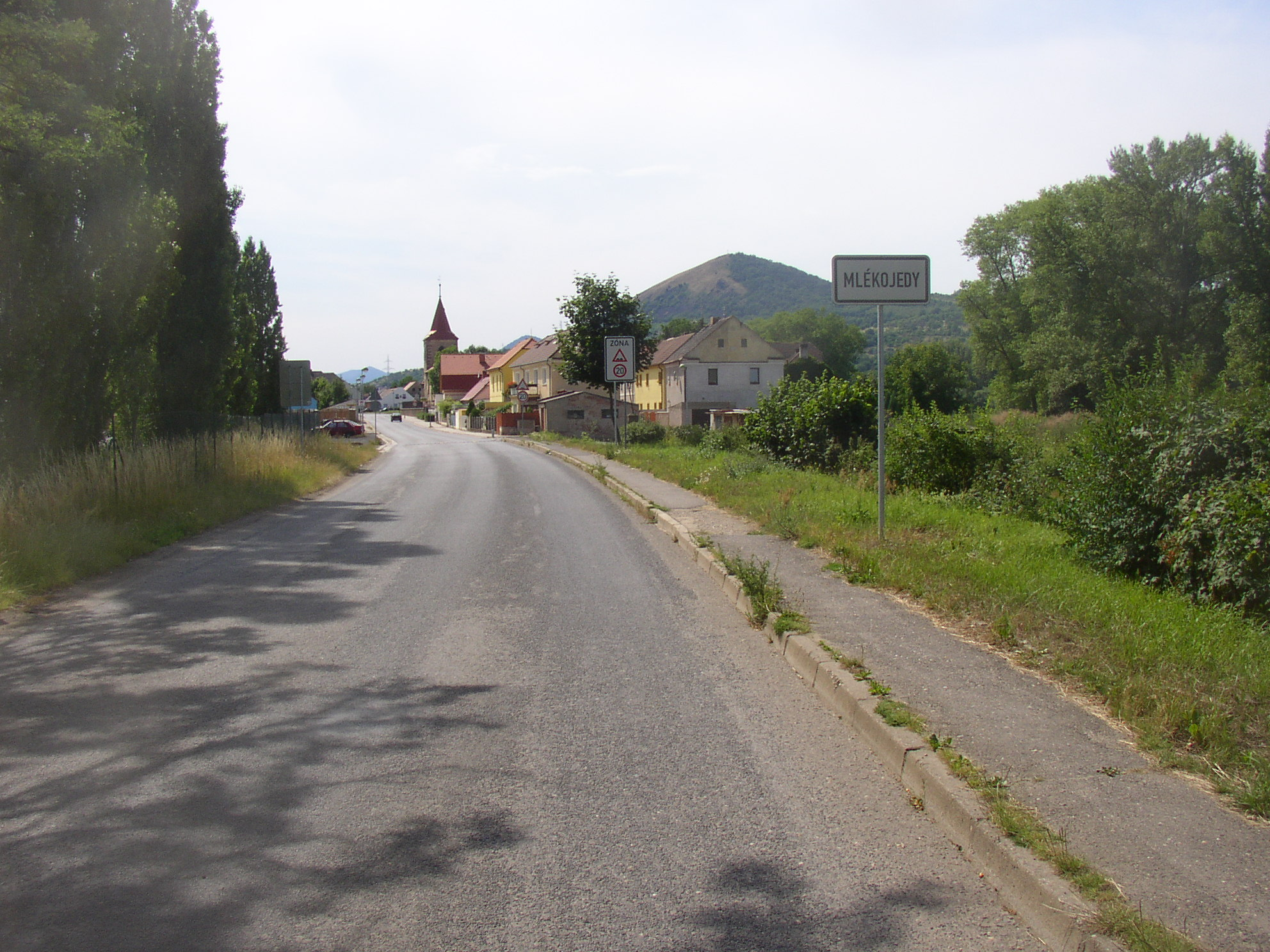
Pohled na kostel z příjezdu do obce Mlékojedy

Kostel je v jádru gotický ze 14. století. V roce 1384 je připomínán jako farní kostel. Kostel byl poškozen v období husitských válek, ale ještě roku 1465 byl katolický, i když okolí podléhalo utrakvismu. V roce 1592 byl poškozen požárem, po němž dostala věž dnešní poslední patro, které bylo před požárem snad hrázděné nebo bedněné, a sgrafitovou omítku. Po skončení třicetileté války byl kostel pouze opravován. Do současné pozdně barokní podoby byl přestavěn v roce 1776 a to tak, že byl prakticky celý zbourán s výjimkou věže, a nahrazen novým objektem, který měl v podstatě shodné rozměry. Byl zasažen povodněmi v roce 1845 a v roce 1890. Po roce 1945 začal chátrat. Povodněmi by zasažen i v roce 2002. Ve druhé dekádě 21. století probíhá jeho postupná rekonstrukce, přičemž nejdříve byla obnovena střešní krytina.

## Architektura
Jedná se o podélnou jednolodní stavbu s odsazeným, polokruhově uzavřeným presbytářem z roku 1776 a malou sakristií, které přiléhá k severnímu boku. V jeho západním průčelí se nachází hranolová věž gotického původu, která je vzhledem ke kostelu mohutná. Věž byla obnovena po požáru v roce 1592 a částečně se dochovalo její renesanční sgrafitové kvádrování. Ve spodních patrech se věž kromě pravoúhlého západního portálu s kamenným ostěním otevírá štěrbinovými okénky, které jsou v osách stěn. Horní zvonové patro věže má čtyři velká zvuková okny se segmentovými záklenky. Střecha věže je jehlancová, projmutá. Na vrcholu věže je korouhvička s letopočtem 1595, kdy byl kostel po požáru opraven.
V lodi jsou pilastrové svazky s rokajovými hlavicemi. Okna jsou velká, pozdně barokní s mírně vyklenutými záklenky jen na jižní straně. V lodi jsou plackové klenby.

## Zařízení
K zařízení patří rokokový hlavní oltář pochází z roku 1776. Je z umělého mramoru a jeho autorem je M. Hennevogel. Titulní obraz hlavního oltáře je novější. Byl umístěn do bohatě řezaného a zlaceného barokního akantového rámu z počátku 18. století. Boční oltář Pohřbívání Krista je dřevěný, pozdně renesančního typu. Má edikulu se zlacenými sloupky a čtyřmi sochami. Nachází se na něm původní renesanční deskový obrázek Pohřbívání Krista z období kolem roku 1600. Mezi ostatní zařízení patří kazatelna, obraz sv. Jana Křtitele, socha Jezulátka a varhany. Vesměr se jedná o díla rokokových tvarů z konce 18. století. Ve 21. století je zařízení umístěno v depozitáři z důvodu probíhající rekonstrukce.

## Okolí kostela

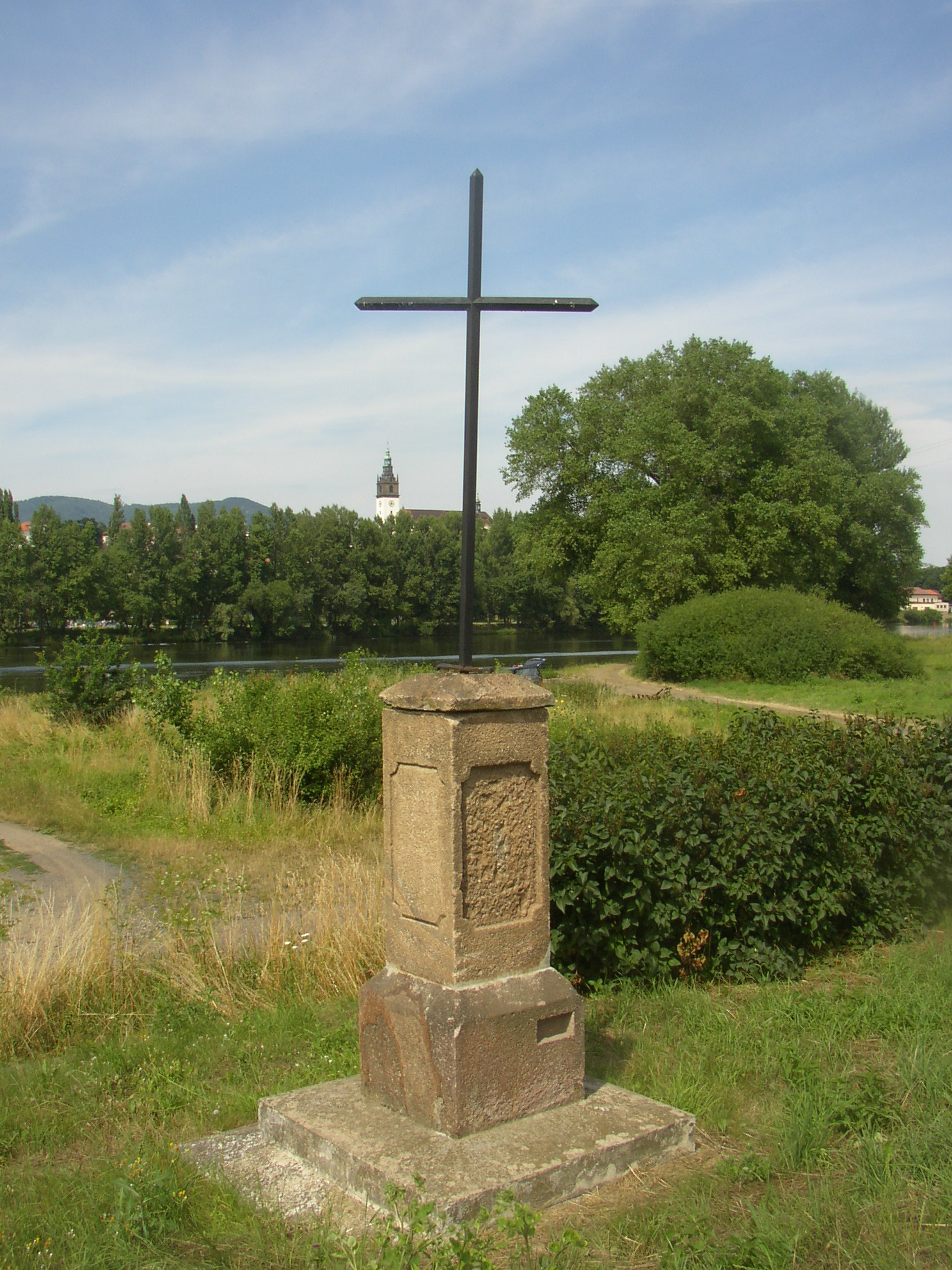
Křížek na východním konci obce

Na pilíři u čp. 77 se nachází barokní soška sv. Floriána s letopočtem 1707. Železný dvojitý barokní kříž z období kolem roku 1680 s bohatě tepanou mřížovinou se nachází na západním konci obce. Do Mlékojed byl přenesen v roce 1839 ze zrušeného kostela sv. Michala při dominikánském klášteře v Litoměřicích. Na východním konci obci se nachází jednoduchý křížek umístěný na podstavci.